# Ciprés
Ciprés är en ort i Mexiko.   Den ligger i kommunen Motozintla och delstaten Chiapas, i den sydöstra delen av landet, 900 km sydost om huvudstaden Mexico City. Ciprés ligger 1 916 meter över havet och antalet invånare är 105.
Terrängen runt Ciprés är varierad, och sluttar söderut. Runt Ciprés är det ganska tätbefolkat, med 78 invånare per kvadratkilometer. Närmaste större samhälle är Motozintla de Mendoza, 5,7 km öster om Ciprés. Omgivningarna runt Ciprés är en mosaik av jordbruksmark och naturlig växtlighet.